# Vuono
Vuono is een dorp binnen de Zweedse gemeente Haparanda. Het dorp is al bekend in het eerste millennium.Vuono komt van het Samische woord wuodna, hetgeen zeebaai betekent. In het eerste millennium steeg de gehele streek enige meters (als gevolg van isostasie) ten opzichte van de Botnische Golf waaraan het dorp lag. In 2008 ligt het twee kilometer landinwaarts aan de Europese weg 4.
Alatalo · Barsk · Haparanda · Kangas · Kankaanranta · Karungi · Kattilasaari · Keräsjänkkä · Keräsjoki · Korpikylä · Korva · Kukkola · Lappträsk · Marielund · Mattila · Nikkala · Parviainen · Purra · Salmis · Seskarö · Säivis · Vojakkala · Vuono · Vittikko